# Cerrito Jara
Cerrito Jara es una población que se encuentra en la República del Paraguay, más exactamente en el Departamento de Alto Paraguay.

## Ubicación
Esta localidad es cercana al límite con Bolivia. Cerrito Jara se ubica a una altitud de 83 metros sobre el nivel del mar.

Muy próximo a la confluencia de los ríos Timané con el Negro.

Este lugar es conocido también como Estancia  Cerrito Jara.
 
Sus coordenadas son 19°46′0″ N y 58°12′0″ E en formato DMS (grados, minutos, segundos) o -19.7667 y -58.2 (en grados decimales). Su posición UTM es UU71 y su referencia  Joint Operation Graphics es SE21-14.

## Horarios
La hora local actual es 05:06; el sol sale a las 08:52 y se pone a las 20:59 hora local (América/Asunción  UTC/GMT-4). La zona horaria de Cerrito Jara es UTC/GMT-4. 

En 2013 el horario de verano comienza el 14 Apr (abril) 2013 y termina el 6 Oct  (octubre) 2013.

## Población
La población estable es de aproximadamente un centenar de personas en gran parte indígenas ayoreo y descendientes de ishir, o yshyr, o "chamacocos" también llamados "zamucos".

## Ecosistema
Pese a su nombre, excepto solo la eminencia de terreno que le da el nombre, el territorio en que se ubica la población está dentro de las depresiones que preceden al valle de inundación del río Paraguay, tal zona corresponde al parque  chaqueño de la región del Chaco Boreal en una región de llanuras interrumpidas ocasionalmente por pequeños cerros como el que le da el nombre a la localidad; esta eminencia que se ubica a poca distancia al noroeste de la localidad es uno de los hitos naturales que señalan los límites de Paraguay con Bolivia.